# Coenonympha rhodopensis
Coenonympha rhodopensis, auch Rhodopen-Heufalter, ist ein Schmetterling (Tagfalter) aus der Familie der Edelfalter (Nymphalidae), der in Süd-Europa vorkommt.

## Beschreibung
Coenonympha rhodopensis sieht dem Großen Wiesenvögelchen (Coenonympha tullia) ähnlich. Die Flügeloberseite ist gelbbraun, beim Männchen selten dunkler. Auf dem Vorderflügel schlägt der Kern des Apikalauges, auf dem Hinterflügel manchmal eines der Augen der Unterseite durch. Auf der Vorderflügelunterseite fehlt die helle Postdiskalbinde ganz oder ist bei etwa einem Drittel der Falter angedeutet. Das kleine schwarze Apikalauge hat einen weißen Kern und gelben Rand. Auf der Hinterflügelunterseite sind in den Zellen R-M1, M3-Cu1 und Cu1-Cu2 kleine schwarze, weiß gekernte Augenflecke mit gelbem Rand, die teilweise fehlen können. In der Postdiskalregion befindet sich in den Zellen M1-M3 ein heller Fleck. Bei der Form italica sind stets alle Augenflecke auf der Hinterflügelunterseite vorhanden und gleich groß.
Ähnliche Arten
- Großes Wiesenvögelchen (Coenonympha tullia, (Müller, 1764))
- Coenonympha symphita Lederer, 1870

## Verbreitung
Coenonympha rhodopensis kommt in Mittel-Italien im Zentralapennin am Monti Sibilline und am Monte Terminillo und in Norditalien auf dem Monte Baldo vor. Auf dem Balkan ist die Art in West-Kroatien im Velebit, in den Gebirgen Vranica und Jahorina in Bosnien-Herzegowina und Mokra und Hajia in Serbien und in Mazedonien zu finden. In Bulgarien kommt sie im Balkangebirge (Stara Planina) und in den Gebirgen Osogowo, Witoscha, Pirin, Rila, Slawjanka (in Griechenland Orvilos) und in den Rhodopen, dort auch im griechischen Teil, vor. In Nordgriechenland gibt es außerdem Vorkommen in den Gebirgen Voras, Varnour und Vrontous und am Berg Falakro.

## Lebensweise
Die Falter fliegen oberhalb der Baumgrenze auf windigen Grasflächen und in feuchten Lichtungen auf 1400–2200, nach anderen Angaben von 1000–2500 Meter Höhe vor.
Coenonympha rhodopensis fliegt in einer Generation im Jahr (univotil) von Mitte Juni bis Ende Juli.

## Systematik
Coenonympha rhodopensis wurde 1837 von Henry John Elwes als Coenonympha tiphon var. rhodopensis in The Transactions of the Entomological Society of London erstbeschrieben. Die in der Beschreibung erwähnte Tafel 4 wurde nicht gedruckt. Der Typenfundort liegt im Rila-Gebirge in Bulgarien. Coenonympha tiphon ist heute eine Unterart von Coenonympha tullia. Synonyme sind occupata Rebel, 1903 und italica Verity, 1913.